# Pentadekanska kiselina
Pentadekanska kiselina (Pentadekanoinska kiselina) je zasićena masna kiselina. Njena molekulska formula je . Ona se retko javlja u prirodi. Prisutna je u nivoima od 1.2% kravljoj mlečnoj masti. Pentadekanska kiselina se takoše javlja u hidrogenisanoj ovčijoj masnoći.